# Telekis Volcano
Telekis Volcano är en kon i Kenya.   Den ligger i länet Turkana, i den centrala delen av landet, 400 km norr om huvudstaden Nairobi. Toppen på Telekis Volcano är 603 meter över havet.
Terrängen runt Telekis Volcano är kuperad åt sydväst, men åt nordost är den platt. Terrängen runt Telekis Volcano sluttar norrut. Runt Telekis Volcano är det glesbefolkat, med 17 invånare per kvadratkilometer. Det finns inga samhällen i närheten. Trakten runt Telekis Volcano består i huvudsak av gräsmarker.